# ماثيو أرنولد
ماثيو أرنولد (24 ديسمبر 1822-15 أبريل 1888) (بالإنجليزية: Matthew Arnold) شاعر وناقد وكاتب ومصلح تربوي إِنجليزي. لم يقتصر على الأدب، إذ تنوعت كتاباته بين الأدب والتاريخ والسياسة واللاهوت والعلم والفن. وقد كان تركيزه في أعماله ينصَب على وضع الإنسان الغربي المعاصر الذي يواجه الحياة من غير دين.
ولد ماثيو أرنولد في بلدة ليلهام في مقاطعة ميدلسكس وهو الابن البكر لتوماس آرنولد الذي تبوأ مكانة رفيعة في المجتمع البريطاني في القرن التاسع عشر نتيجة لجهوده المثمرة في مجال الإِصلاح التربوي والتعليمي، وذلك إِثر تعيينه عام 1828 مديراً لمدرسة رغبي الثانوية وإِدخاله الكثير من الإِصلاحات والتغييرات الجذرية على مناهج التدريس وأصوله في تلك المدرسة، إِذ أصبحت المدرسة النموذجية الأولى في مجالي التربية والتعليم في العصر الفكتوري. ونتيجةً لأوضاع المدارس الصحية والاجتماعية والتعليمية السيئة آنذاك آثر توماس آرنولد أن يعلم أولاده في منأى عن تلك الأجواء غير المواتية، فانتقى لهم مدرسين خاصين أكفاء. واستمر تعليم الابن الأكبر ماثيو آرنولد حتى عام 1836, حينما دخل مدرسة «ونشستر» رسمياً أول مرة وكان الأب قد تلقى تعليمه فيها من قبل. ثم انتقل ماثيو في عام 1837 إِلى مدرسة رغبي التي كان يديرها والده ومكث فيها حتى نهاية تعليمه الثانوي عام 1840. والجدير بالذكر أن ماثيو آرنولد حصل، في مدة وجوده في هذه المدرسة، على جوائز مدرسية عدة لتفوقه في بعض المجالات الدراسية ولا سيما في مجال الإِبداع الشعري .

## السيرة الأدبية
دخل ماثيو آرنولد جامعة أكسفورد في عام 1841, بعد حصوله على منحة مفتوحة من تلك الجامعة، واستمرت دراسته فيها حتى عام 1844 حيث حاز إِجازة في الآداب بدرجة شرف من المرتبة الثانية. وفي عام 1845 اختير آرنولد زميلاً في الهيئة التعليمية لكلية أوريل بجامعة أكسفورد. وعلى الرغم من ابتعاده عن أجواء جامعة أكسفورد في مرحلة لاحقة، ومع شعوره بأن أكسفورد تمثل جزءاً من الماضي المهدد بالزوال فإِنه احتفظ حتى نهاية حياته بقسط وافر من الحب والولاء لهذه الجامعة، إِذ إِنها بقيت لديه رمزاً للحضارة والجمال الروحي، إِضافة إِلى كونها نبراساً ينير الطريق لكل من كان يطمح إِلى تحقيق الهدف الأسمى، وهو الكمال في كل شيء. وفي عام 1847 عمل آرنولد سكرتيراً خاصاً لدى اللورد لانزداون الذي كان يتبوأ منصباً عالياً في وزارة اللورد جون رسل Jo رئيس مجلس الوزراء للحزب الليبرالي الحاكم في تلك الحقبة، وإِليه يعود الفضل في تعيين ماثيو آرنولد مفتشاً عاماً للمدارس منذ عام 1851, وبقي في هذا العمل إِلى ما قبل عامين من وفاته، وعلى الرغم من بساطة هذا العمل، إِذا قيس بمواهب آرنولد الكثيرة وروحه العالية وإِحساسه المرهف، استمر آرنولد يشغل هذه الوظيفة من دون كلل أو ملل في سبيل تطوير التعليم الإِعدادي والثانوي الذي كان يعاني الكثير من الفساد والهدر في الطاقات البشرية. وقد أرسلت الحكومات المتتالية - ما بين محافظة وليبرالية - آرنولد في بعثات وجولات استطلاعية إِلى عدد من البلدان المجاورة مثل فرنسة وألمانية وهولندة وسويسرة، بغية الاطلاع على الأنظمة التعليمية فيها والاستفادة منها في تطوير التعليم في بريطانية.
تولى ماثيو آرنولد منصب أستاذ الشعر في جامعة أكسفورد (1857-1867) إِلى جانب عمله مفتشاً عاماً للمدارس، وكانت آخر محاضراته فيها النواة الأساسية لكثير من كتاباته اللاحقة التي ألحّ فيها على موضوع البحث عن الكمال الذي عدّه آرنولد رديفاً لموضوع البحث عن الجمال ودماثة الخلق. والجدير بالذكر أن آرنولد لم يكتف بتناول هذا البحث ثانية بل طوره ليأخذ أبعاداً اجتماعية وسياسية وأخلاقية ودينية، كما هو الحال في كتابه النقدي المشهور «الثقافة والفوضى» . ويشغل هذا الكتاب مكانة بارزة بين مؤلفات آرنولد الكثيرة الشعرية والنثرية، وذلك لما يتميز به من شمولية في الرؤية، وسلاسة في الأسلوب، وموضوعية في الطرح، وعمق في التحليل الاجتماعي، فضلاً عن كونه خليطاً معقداً ومركباً من المضحك والمبكي في المجتمع الإِنكليزي في ذلك العصر. وحري بالمرء أن يلفت الانتباه هنا إِلى النقد اللاذع والبناء الذي كان يوجهه الكاتب لمختلف مظاهر الحياة الاجتماعية والسياسية والاقتصادية للمجتمع الإِنكليزي آنذاك، ولا سيما ما أسماه آرنولد بعبادة المال، والإِيمان المطلق بالتطور المادي البحت على حساب القيم الاجتماعية والإِنسانية والدينية. ويتصف المجتمع الإِنكليزي الذي يصوره الكاتب بالفوضى والتمزق وفرط الأنانية، إِضافة إِلى غياب عصر المحاسبة أو الرقابة الحكومية. إِنه المجتمع الذي يفعل فيه الإِنسان ما يحلو له من دون وازع من ضمير أو أخلاق أو رادع قانوني. يعزو آرنولد كل هذا إِلى مسببات عدة من أهمها فقر الثقافة وإِهمال المجتمع لما أسماه بالحضارة أو «دراسة الكمال» التي من شأنها أن تخرج الإِنسان من حالة التفكك هذه وأن تعيد ارتباطه العضوي بمجتمعه الإِنساني، ومن هذا المنطلق جاء اهتمام الكاتب بفكرة الثقافة التي عرّفها مراراً وتكراراً بدراسة الكمال، أي الاطلاع على أفضل الأقوال والأفكار في كل مكان وزمان فيما يتعلق بكل ما يمس جوهر الإِنسان وحياته.
وللكاتب مؤلفات أخرى منها السلسلتان النقديتان اللتان تحملان العنوان نفسه «مقالات في النقد» (طبعت الأولى منهما عام 1865, والثانية عام 1888).
ومن أهم الموضوعات التي يتكرر ذكرها في هاتين المجموعتين: وظيفة النقد التي يعرّفها آرنولد بالمحاولة المتجردة، أي رؤية الأشياء كما هي عليه، لتعلم أفضل ما عرف في العالم والعمل على تأسيس تيار من الأفكار الصادقة والملهمة. إِن مهمة الدارس الأمين، في رأيه، تقتصر على كشف عوامل التغير في المجتمع وإِقناع الآخرين بصحة ترجمته لهذه العوامل.
أما في الشعر فأفضل ما يتميز به ماثيو آرنولد إِثارة الدين ودعوته إِلى اللجوء إِلى الشعر في ترجمة الحياة اليومية حتى يكون الشعر الصادق غذاء وعزاء روحيين للإِنسان.
عكف آرنولد في السنوات الأخيرة من حياته على التعمق في دراسة الدين وعلاقته بالأدب. ومن أشهر مؤلفاته في هذا المضمار مقالته المطولة «القديس بولس والبروتسنتية» St. Paul and Protestantism (1870) و«الأدب والعقيدة» Literature and Dogma (1873) و«الله والإِنجيل» God and The Bible (1875) و«مقالات أخيرة حول الكنيسة والدين» Last Essays on Church and Religion (1877).
يعود اهتمام آرنولد بالمسائل الدينية في الحقبة الأخيرة من حياته إِلى حسن فهمه لذاته ولطبيعة التطور الفكري لمجتمعه ولقناعته الراسخة بأن الدين يكوّن عنصراً تربوياً مهماً في المجتمع، فهو، على خلاف دراسة المسائل العلمية البحتة، يتوجه بطريقة خفية إِلى أعماق الذات البشرية بما فيها من مشاعر وأحاسيس. إِن أكثر ما يلفت الانتباه في كتاباته الأخيرة هو التواصل المتنامي مع الدين وإِيمانه بأثره الفعّال في تطوير البشرية وقناعته بأن الفقر الحضاري الذي تعاني منه البشرية يعود بالضرورة إِلى الانقسامات الدينية في صلب الدين الواحد. ويعتقد آرنولد أن للدين قوة أكبر مما يتصور المرء في توحيد النظرة الإِنسانية في المجتمع الواحد، وفي إِنقاذ المجتمع من عواقب الاختلافات في تفسير الشريعة. والدين في نظره ما هو إِلا شعور لا يحيد قيد أنملة عن التسامي الأخلاقي. ويرى في المسيحية والإِنجيل السبيل إِلى الخلاص البشري، وذلك لقدرتهما على تحريك الروح البشرية من مكامنها الدفينة، تماماً كما في الشعر الذي يعده آرنولد رسالة روحية موجهة إِلى جوهر الإِنسان.
وتجدر الإِشارة هنا إِلى وجود وحدة حال تربط بين وجهات نظر آرنولد الدينية والتربوية في نتاجه الشعري الذي كان يصدر بين الفينة والأخرى مجموعات شعريةً تحمل عناوين مختلفة كمجموعته الأخيرة التي صدرت عام 1867 بعنوان «قصائد جديدة» New Poems على أن هذا النتاج الشعري وصف بأنه أبعد ما يكون عن التجانس أو الموضوعية أو الشمولية في الرؤية وهي الصفات التي دعا إِليها آرنولد في كثير من كتاباته النقدية، فعلى الرغم مما يتخلله من فترات وفقرات هادئة وموضوعية فهو يعكس في أغلب الأحيان روح الشاعر المضطربة وتشاؤمه المفرط وحنينه إِلى الماضي. ويعود هذا، كما يرى كثير من النقاد، إِلى تأثر آرنولد البالغ بالشاعر الإِبداعي وردزورث[ر] Wordsworth.
ومهما يكن، وعلى الرغم من التناقضات السلبية التي تكتنف مؤلفات ماثيو آرنولد كترجحه في ولائه التام بين الشعر تارة والدين تارة أخرى، ولا سيما في السنوات الأخيرة من حياته، يمكن القول إِن هذا الشاعر والناقد الأدبي والاجتماعي الذي تبوأ مكانة رفيعة في مجتمعه الإِنكليزي في القرن التاسع عشر، ما يزال يحتل منزلة عالية في تاريخ الأدب الإِنكليزي.

## روابط خارجية
- ماثيو أرنولد على موقع الموسوعة البريطانية (الإنجليزية)
- ماثيو أرنولد على موقع ميوزك برينز (الإنجليزية)
- ماثيو أرنولد على موقع إن إن دي بي (الإنجليزية)
- ماثيو أرنولد على موقع ديسكوغز (الإنجليزية)